# Rot-Weiss Essen 1996-1997
Ḷ

Questa voce raccoglie le informazioni riguardanti il Rot-Weiss Essen nelle competizioni ufficiali della stagione 1996-1997.

## Stagione
Nella stagione 1996-1997 il Rot-Weiss Essen, allenato da Rudi Gores, Roman Geszlecht e Dieter Brei, concluse il campionato di 2. Bundesliga al 17º posto e fu retrocesso in Regionalliga.

## Rosa
| N. |                       | Ruolo | Calciatore         |
| -- | --------------------- | ----- | ------------------ |
| 1  | Germania (bandiera)   | P     | Alexander Ogrinc   |
| 2  | Germania (bandiera)   | D     | Ingo Pickenäcker   |
| 3  | Germania (bandiera)   | D     | Kristian Zedi      |
| 4  | Slovacchia (bandiera) | D     | Miloš Tomaš        |
| 5  | Polonia (bandiera)    | C     | Waldemar Matysik   |
| 6  | Germania (bandiera)   | C     | Frank Scharpenberg |
| 7  | Germania (bandiera)   | C     | Frank Holick       |
| 8  | Germania (bandiera)   | C     | André Schuster     |
| 9  | Germania (bandiera)   | A     | Wolfram Klein      |
| 10 | Germania (bandiera)   | A     | Jörg Beyel         |
| 11 | Germania (bandiera)   | C     | Mike Schürmann     |
| 12 | Germania (bandiera)   | C     | Robert Ratkowski   |
| 13 | Germania (bandiera)   | C     | Jürgen Margref     |

| N. |                        | Ruolo | Calciatore        |
| -- | ---------------------- | ----- | ----------------- |
| 14 | Germania (bandiera)    | D     | Günter Kutowski   |
| 15 | Germania (bandiera)    | C     | Dirk Helmig       |
| 17 | Germania (bandiera)    | A     | Oliver Grein      |
| 18 | Germania (bandiera)    | A     | Angelo Vier       |
| 20 | Germania (bandiera)    | P     | Marc Petrick      |
| 21 | Germania (bandiera)    | P     | Frank Kurth       |
| 22 | Croazia (bandiera)     | C     | Goran Milanko     |
| 24 | Germania (bandiera)    | D     | Michael Bitting   |
| 25 | Inghilterra (bandiera) | C     | Peter Hobday      |
| 26 | Germania (bandiera)    | A     | Mike Pribyla      |
| 27 | Sudafrica (bandiera)   | C     | Robert Milne      |
| 28 | Germania (bandiera)    | P     | Michael Goldkuhle |

## Organigramma societario
Area tecnica
- Allenatore: Dieter Brei
- Allenatore in seconda:
- Preparatore dei portieri:
- Preparatori atletici:

## Calciomercato

### Sessione estiva
| Acquisti | Acquisti           | Acquisti          | Acquisti |
| R.       | Nome               | da                | Modalità |
| -------- | ------------------ | ----------------- | -------- |
| C        | André Schuster     | Lokomotive Lipsia |          |
| C        | Frank Holick       | Paderborn         |          |
| P        | Frank Kurth        | Wattenscheid 09   |          |
| C        | Goran Milanko      | Chemnitz          |          |
| C        | Frank Scharpenberg | Verl              |          |
| C        | Mike Schürmann     | Arminia Bielefeld |          |
| D        | Miloš Tomaš        | Saarbrücken       |          |
| A        | Angelo Vier        | Arminia Bielefeld |          |

| Cessioni | Cessioni           | Cessioni             | Cessioni |
| R.       | Nome               | a                    | Modalità |
| -------- | ------------------ | -------------------- | -------- |
| D        | Helmut Gabriel     | Magonza              |          |
| C        | Christian Schreier | Wegberg-Beeck        |          |
| D        | Robert Gawel       | Rot-Weiss Essen II   |          |
| D        | Willi Landgraf     | Gütersloh            |          |
| C        | Alois Schwartz     | Waldhof Mannheim     |          |
| A        | Stefan Thiele      | Alemannia Aquisgrana |          |
| A        | Markus Wuckel      | Lokomotive Lipsia    |          |

### Sessione invernale
| Acquisti | Acquisti        | Acquisti          | Acquisti |
| R.       | Nome            | da                | Modalità |
| -------- | --------------- | ----------------- | -------- |
| C        | Peter Hobday    | Arminia Bielefeld |          |
| D        | Günter Kutowski | Paderborn         |          |

| Cessioni | Cessioni          | Cessioni         | Cessioni |
| R.       | Nome              | a                | Modalità |
| -------- | ----------------- | ---------------- | -------- |
| C        | Christian Dondera | Germania Teveren |          |

## Risultati

### 2. Bundesliga

#### Girone di andata
| Arbitro: | Merk |

|  |           |                                              |
|  | Marcatori | 32’ Labak 36’ Kevric 37’ Malchow 42’ Beierle |

| Arbitro: | Wagner |

|                                                    |           |  |
| Holetschek 13’ Zimmermann 55’ Cramer 64’ Weber 86’ | Marcatori |  |

| Arbitro: | Fleischer |

|           |           |                              |
| Klein 50’ | Marcatori | 61’ (aut.) Tomaš 89’ Wollitz |

| Arbitro: | Hauer |

|                         |           |             |
| Schmidt 11’ Ouakili 71’ | Marcatori | 26’ Margref |

| Arbitro: | Hufgard |

|  |           |                 |
|  | Marcatori | 32’ Tyszkiewicz |

| Arbitro: | Hilmes |

|                                                                             |           |                                      |
| Kober 15’ Bremser 21’ Čović 22’ Mazingu-Dinzey 27’, 70’ Preetz 53’ Rath 84’ | Marcatori | 14’ Vier 49’ Scharpenberg 78’ Holick |

| Arbitro: | Dörr |

|                                     |           |             |
| Klein 24’ Vier 74’ Milanko 82’, 88’ | Marcatori | 45’ Lindner |

| Arbitro: | Byernetzky |

|                          |           |                           |
| van der Ven 1’ Papic 31’ | Marcatori | 12’ Milanko 49’, 53’ Vier |

| Arbitro: | Kadach |

|             |           |            |
| Akonnor 40’ | Marcatori | 61’ Helmig |

| Arbitro: | Fröhlich |

|             |           |                                   |
| Milanko 38’ | Marcatori | 17’, 42’ Koch 62’ Rische 81’ Kuka |

| Arbitro: | Dehmelt |

|                             |           |           |
| Milosavljević 47’ Urban 87’ | Marcatori | 30’ Beyel |

| Arbitro: | Schmidt |

|                     |           |  |
| Klein 20’ Beyel 73’ | Marcatori |  |

| Arbitro: | Wezel |

|                       |           |                  |
| Günther 33’ Lucic 90’ | Marcatori | 69’ Scharpenberg |

| Arbitro: | Neis |

|                   |           |                  |
| Vier 8’ Klein 44’ | Marcatori | 43’ Gunnlaugsson |

| Arbitro: | Weiner |

|                                    |           |  |
| Schur 4’ Bindewald 29’ Ekström 85’ | Marcatori |  |

| Arbitro: | Wack |

|               |           |           |
| Vier 69’, 79’ | Marcatori | 14’ Bujan |

| Arbitro: | Wendorf |

|                          |           |  |
| Radlspeck 33’ Gröber 90’ | Marcatori |  |

#### Girone di ritorno
| Arbitro: | Keßler |

|            |           |              |
| Sailer 14’ | Marcatori | 15’ Schuster |

| Arbitro: | Hauer |

|  |           |                     |
|  | Marcatori | 45’, 75’ Zimmermann |

| Arbitro: | Lange |

|                        |           |  |
| Pickenäcker 76’ (aut.) | Marcatori |  |

| Arbitro: | Hilmes |

|  |           |                                       |
|  | Marcatori | 43’ (aut.) Pickenäcker 89’ Herzberger |

| Arbitro: | Gettke |

|                                            |           |          |
| Spies 15’ Deering 50’, 73’, 81’ Präger 68’ | Marcatori | 36’ Vier |

| Arbitro: | Buchhart |

|                    |           |                  |
| Zedi 39’ Klein 79’ | Marcatori | 57’ (rig.) Kruse |

| Arbitro: | Wack |

|                               |           |  |
| Heidrich 78’ (rig.) Kujat 90’ | Marcatori |  |

| Arbitro: | Weiner |

|                       |           |                           |
| Milanko 48’ Klein 90’ | Marcatori | 69’ van der Ven 84’ Flock |

| Arbitro: | Hufgard |

|  |           |                                 |
|  | Marcatori | 17’, 88’ Hey 75’ Renn 90’ Krieg |

| Arbitro: | Frey |

|                                       |           |                    |
| Margref 82’ (aut.) Kuka 84’ Rufer 89’ | Marcatori | 20’ Vier 79’ Klein |

| Arbitro: | Stark |

|                                                  |           |  |
| Klein 39’ Helmig 48’ Schürmann 56’, 67’ Vier 69’ | Marcatori |  |

| Arbitro: | Neis |

|                                   |           |                   |
| Stisi 48’ Köpper 54’ Iashvili 67’ | Marcatori | 1’ Vier 74’ Klein |

| Arbitro: | Friedrichs |

|           |           |                     |
| Klein 57’ | Marcatori | 61’ Menze 65’ Kunze |

| Arbitro: | Insam |

|                                        |           |                    |
| Hayer 14’ Reichel 78’ Gunnlaugsson 84’ | Marcatori | 23’, 50’, 74’ Vier |

| Arbitro: | Schütz |

|                                              |           |            |
| Holick 5’ Vier 42’, 89’ (rig.) Schürmann 71’ | Marcatori | 16’ Becker |

| Arbitro: | Werthmann |

|           |           |          |
| Myyry 39’ | Marcatori | 64’ Vier |

| Arbitro: | Schmidt |

|          |           |                     |
| Vier 25’ | Marcatori | 32’ Zeiler 41’ Lust |

## Statistiche

### Statistiche di squadra
| Competizione  | Punti | In casa | In casa | In casa | In casa | In casa | In casa | In trasferta | In trasferta | In trasferta | In trasferta | In trasferta | In trasferta | Totale | Totale | Totale | Totale | Totale | Totale | DR  |
| Competizione  | Punti | G       | V       | N       | P       | Gf      | Gs      | G            | V            | N            | P            | Gf           | Gs           | G      | V      | N      | P      | Gf     | Gs     | DR  |
| ------------- | ----- | ------- | ------- | ------- | ------- | ------- | ------- | ------------ | ------------ | ------------ | ------------ | ------------ | ------------ | ------ | ------ | ------ | ------ | ------ | ------ | --- |
| 2. Bundesliga | 29    | 17      | 7       | 1       | 9       | 27      | 30      | 17           | 1            | 4            | 12           | 20           | 44           | 34     | 8      | 5      | 21     | 47     | 74     | -27 |
| Totale        | 29    | 17      | 7       | 1       | 9       | 27      | 30      | 17           | 1            | 4            | 12           | 20           | 44           | 34     | 8      | 5      | 21     | 47     | 74     | -27 |

### Andamento in campionato
| Giornata  | 1  | 2  | 3  | 4  | 5  | 6  | 7  | 8  | 9  | 10 | 11 | 12 | 13 | 14 | 15 | 16 | 17 | 18 | 19 | 20 | 21 | 22 | 23 | 24 | 25 | 26 | 27 | 28 | 29 | 30 | 31 | 32 | 33 | 34 |
| --------- | -- | -- | -- | -- | -- | -- | -- | -- | -- | -- | -- | -- | -- | -- | -- | -- | -- | -- | -- | -- | -- | -- | -- | -- | -- | -- | -- | -- | -- | -- | -- | -- | -- | -- |
| Luogo     | C  | T  | C  | T  | C  | T  | C  | T  | T  | C  | T  | C  | T  | C  | T  | C  | T  | T  | C  | T  | C  | T  | C  | T  | C  | C  | T  | C  | T  | C  | T  | C  | T  | C  |
| Risultato | P  | P  | P  | P  | P  | P  | V  | V  | N  | P  | P  | V  | P  | V  | P  | V  | P  | N  | P  | P  | P  | P  | V  | P  | N  | P  | P  | V  | P  | P  | N  | V  | N  | P  |
| Posizione | 17 | 18 | 18 | 18 | 18 | 18 | 18 | 16 | 16 | 17 | 18 | 15 | 16 | 15 | 16 | 16 | 17 | 16 | 16 | 17 | 18 | 18 | 18 | 18 | 18 | 18 | 18 | 18 | 18 | 18 | 18 | 17 | 17 | 17 |

Legenda:

Luogo: C = Casa; T = Trasferta. Risultato: V = Vittoria; N = Pareggio; P = Sconfitta.

### Statistiche dei giocatori
| J. Beyel        | 25 | 2  | 2 | 0 |
| M. Bitting      | 1  | 0  | 0 | 0 |
| C. Dondera      | 11 | 0  | 0 | 0 |
| M. Goldkuhle    | 1  | 0  | 0 | 0 |
| O. Grein        | 6  | 0  | 1 | 0 |
| D. Helmig       | 30 | 2  | 4 | 0 |
| P. Hobday       | 7  | 0  | 5 | 0 |
| F. Holick       | 23 | 2  | 2 | 1 |
| W. Klein        | 28 | 10 | 3 | 1 |
| F. Kurth        | 16 | 0  | 0 | 0 |
| G. Kutowski     | 7  | 0  | 1 | 0 |
| J. Margref      | 28 | 1  | 5 | 1 |
| W. Matysik      | 31 | 0  | 5 | 0 |
| G. Milanko      | 26 | 5  | 7 | 0 |
| R. Milne        | 15 | 0  | 4 | 0 |
| A. Ogrinc       | 11 | 0  | 1 | 0 |
| M. Petrick      | 6  | 0  | 0 | 0 |
| I. Pickenäcker  | 24 | 0  | 6 | 1 |
| M. Pribyla      | 1  | 0  | 0 | 0 |
| R. Ratkowski    | 3  | 0  | 2 | 1 |
| F. Scharpenberg | 25 | 2  | 5 | 0 |
| C. Schreier     | 5  | 0  | 2 | 0 |
| A. Schuster     | 15 | 1  | 2 | 0 |
| M. Schürmann    | 19 | 3  | 2 | 0 |
| M. Tomaš        | 29 | 0  | 3 | 0 |
| A. Vier         | 33 | 18 | 6 | 0 |
| K. Zedi         | 31 | 1  | 6 | 0 |